# Райхенбах (притока Глану)
Райхенбах (нім. Reichenbach) — річка у Німеччині, протікає по землі Рейнланд-Пфальц, річковий індекс 254636. Площа басейну річки - 44 158 км². Загальна довжина річки - 16,1 км. Висота витоку - 376 м. Висота гирла - 196 м. 
Річкова система річки — Глан → Нає → Рейн. 